# 서울특별시동부공원녹지사업소
서울특별시동부공원녹지사업소(서울特別市東部公園綠地事業所)는 공원의 효율적인 운영과 관리 및 도시녹화사업 추진을 위한 각종 공사의 시행과 녹화자원의 생산공급 등의 사무를 분장하는 서울특별시청의 사업소이다. 소장은 지방서기관 또는 지방기술서기관으로 보한다.

## 설치 근거 및 소관 사무

### 설치 근거
- 「서울특별시 행정기구 설치조례」 제89조제1항[2]

### 소관 사무
- 공원운영 및 이용활성화계획 수립·시행
- 공원시설의 유지관리
- 공원홍보 및 공원이용프로그램의 개발·운영
- 공원내 질서유지
- 공원조성공사의 시공·감독
- 공원관리사무소의 운영
- 녹지대·수경시설의 시공·관리
- 가로수 식재의 시공·관리
- 각종 묘목·꽃묘·잔디의 생산·공급
- 수목의 병충해방제 및 공해오염에 대한 조사연구
- 조경에 대한 기술지도
- 그 밖의 공원·녹지관련 업무

## 연혁
- 1986년 3월 17일: 서울특별시보라매공원관리사무소 설치.[3]
- 1993년 12월 31일: 서울특별시공원녹지관리사업소로 개편.[4]
- 2005년 1월 5일: 서울특별시녹지사업소로 개편.[5]
- 2009년 7월 30일: 서울특별시동부푸른도시사업소로 개편.[6]
- 2012년 1월 1일: 서울특별시동부공원녹지사업소로 개편.[7]

## 관할구역
- 성동구, 광진구, 강동구, 서초구, 강남구, 송파구, 동작구, 관악구

## 조직

### 소장
- 공원운영과[8]
- 공원여가과[8][9]
- 시설과[10]
- 조경지원과[11]
- 서울숲공원지원과[11]